# 鍋島昭久

## 略歴
- 1982年3月 大阪経済大学経営学部卒業
- 1982年4月 帝人(株)入社
- 2007年4月 帝人ファーマ(株)管理部長
- 2010年7月 帝人ファーマ(株)在宅医療業務部長
- 2011年4月 帝人在宅医療(株)大阪支店長
- 2012年4月 帝人ファーマ(株)在宅医療営業部門長、帝人在宅医療(株)代表取締役社長、スリープメディカルサービス(株)代表取締役社長
- 2013年4月 帝人ファーマ(株)取締役（在宅医療営業部門長）、帝人在宅医療(株)代表取締役社長、スリープメディカルサービス(株)代表取締役社長
- 2015年4月 帝人グループ執行役員、帝人ファーマ(株)専務取締役
- 2017年4月 帝人グループ常務執行役員ヘルスケア事業グループ長、帝人ファーマ(株)代表取締役社長
- 2019年4月 帝人グループ取締役常務執行役員 ヘルスケア事業統轄
- 2021年4月 帝人グループ代表取締役常務執行役員 CFO